# La Diada del Sí
La Diada del Sí va ser una concentració que es va dur a terme entre el passeig de Gràcia i el carrer Aragó de Barcelona durant l'Onze de setembre de 2017 amb l'objectiu de reivindicar la independència de Catalunya. Va ser organitzada per l'Assemblea Nacional Catalana amb la col·laboració d'Òmnium Cultural. L'objectiu, segons els organitzadors, era representar un signe de "més", en representació de les oportunitats d'una nova eventual República Catalana. L'acte va estar molt relacionat amb el referèndum d'independència convocat pel Govern de Catalunya el proper 1 d'octubre de 2017. La Guàrdia Urbana de Barcelona va xifrar els assistents en 1.000.000, tot i que la Delegació del Govern d'Espanya a Catalunya va xifrar l'assistència en 350.000 assistents.

## Història

### Anys anteriors
Històricament la Diada Nacional de Catalunya ha servit al col·lectiu independentista per a reclamar la llibertat del territori català. El 2012, amb la Manifestació «Catalunya, nou estat d'Europa», es va massificar l'acte per primera vegada, amb una participació entre 600.000 i 1.500.000 persones reclamant la independència. L'any següent es va organitzar la Via Catalana, que emulava la Via Bàltica realitzada el 1989 per a demanar la independència dels Països Bàltics. El 2014, es va organitzar una gran manifestació a Barcelona, coneguda amb el nom de Via Catalana 2014, on més d'un milió i mig de persones es van congregar a l'avinguda de la Diagonal i a la Gran Via de les Corts Catalanes formant una V per demanar la independència de Catalunya. Un any després es va realitzar una gran concentració a Barcelona, coneguda amb el nom de Via Lliure. El 2016 es va diversificar. Sota el lema A punt es van organitzar diverses concentracions a Barcelona, Berga, Lleida, Salt i Tarragona. La Diada de 2017 es va produir un cop aprovada la Llei del referèndum d'autodeterminació de Catalunya i en un moment de xoc de legitimitats entre el Govern d'Espanya i el de la Generalitat de Catalunya.

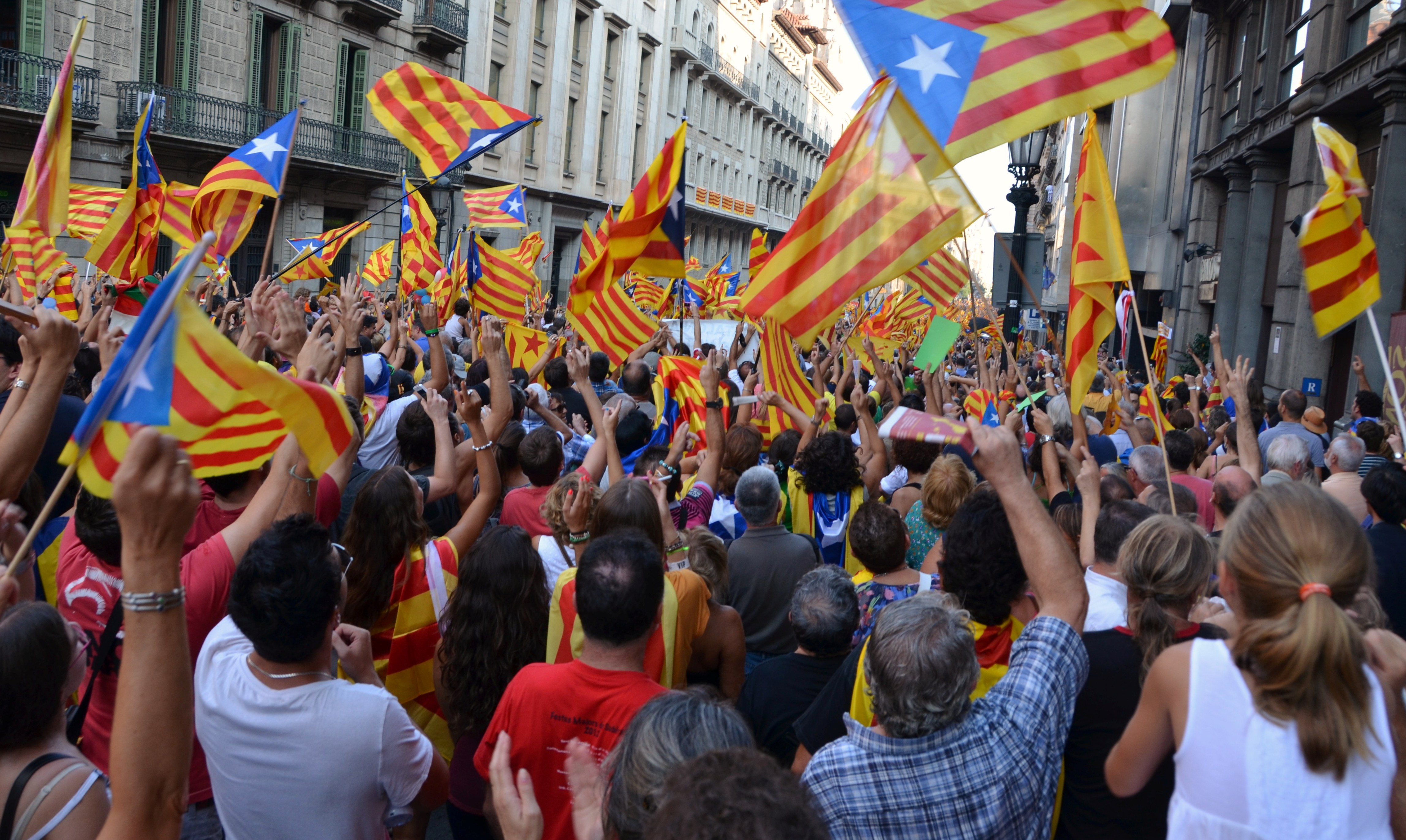
Manifestació «Catalunya, nou estat d'Europa» (2012)
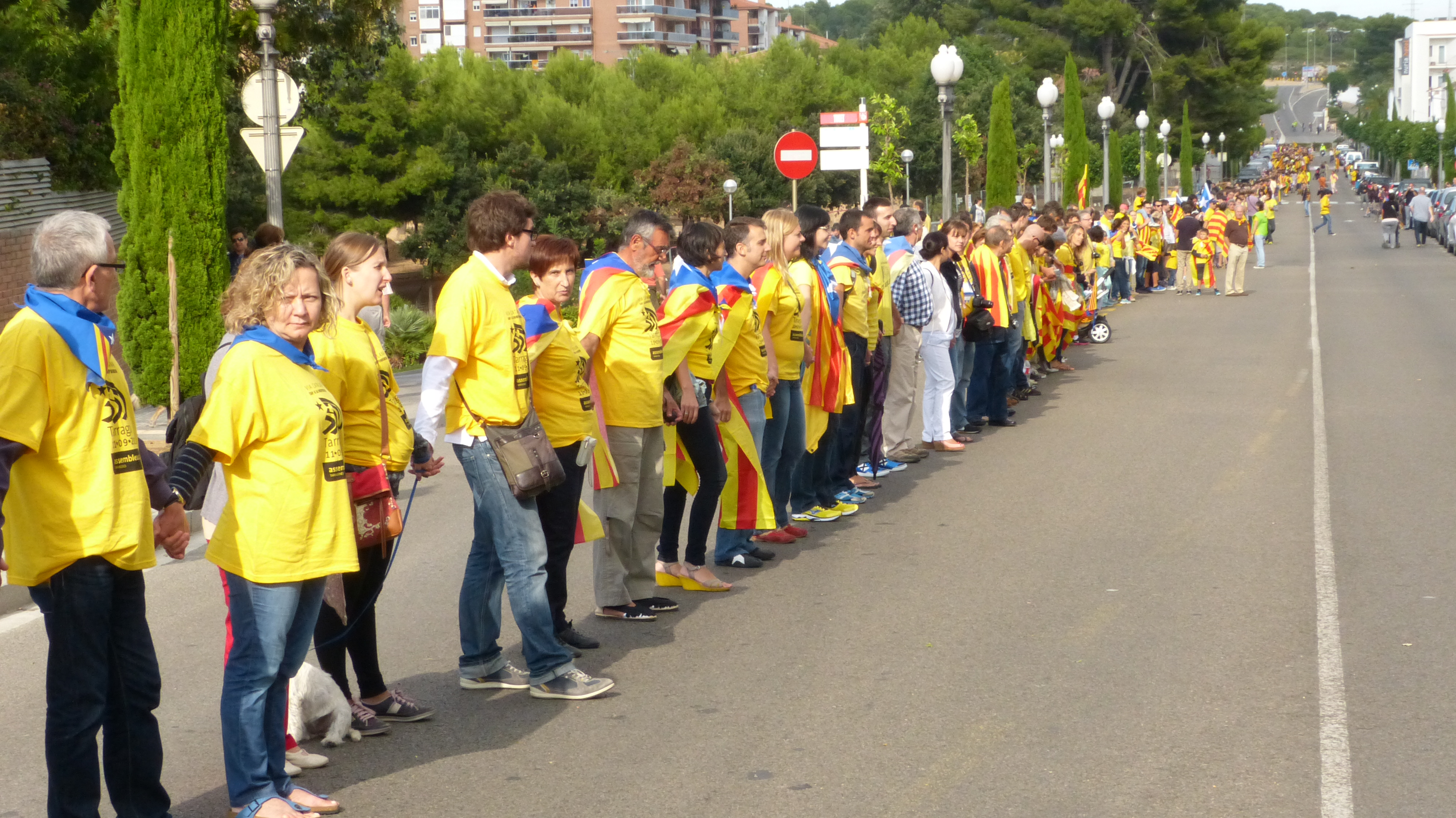
Via Catalana (2013)
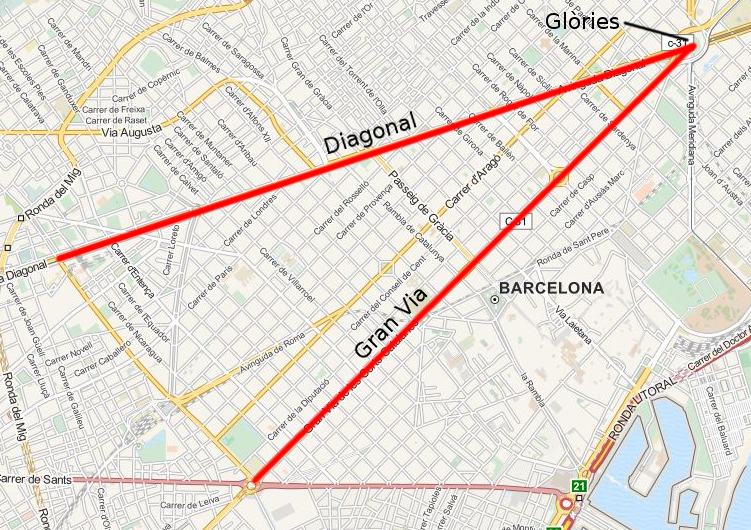
Via Catalana 2014
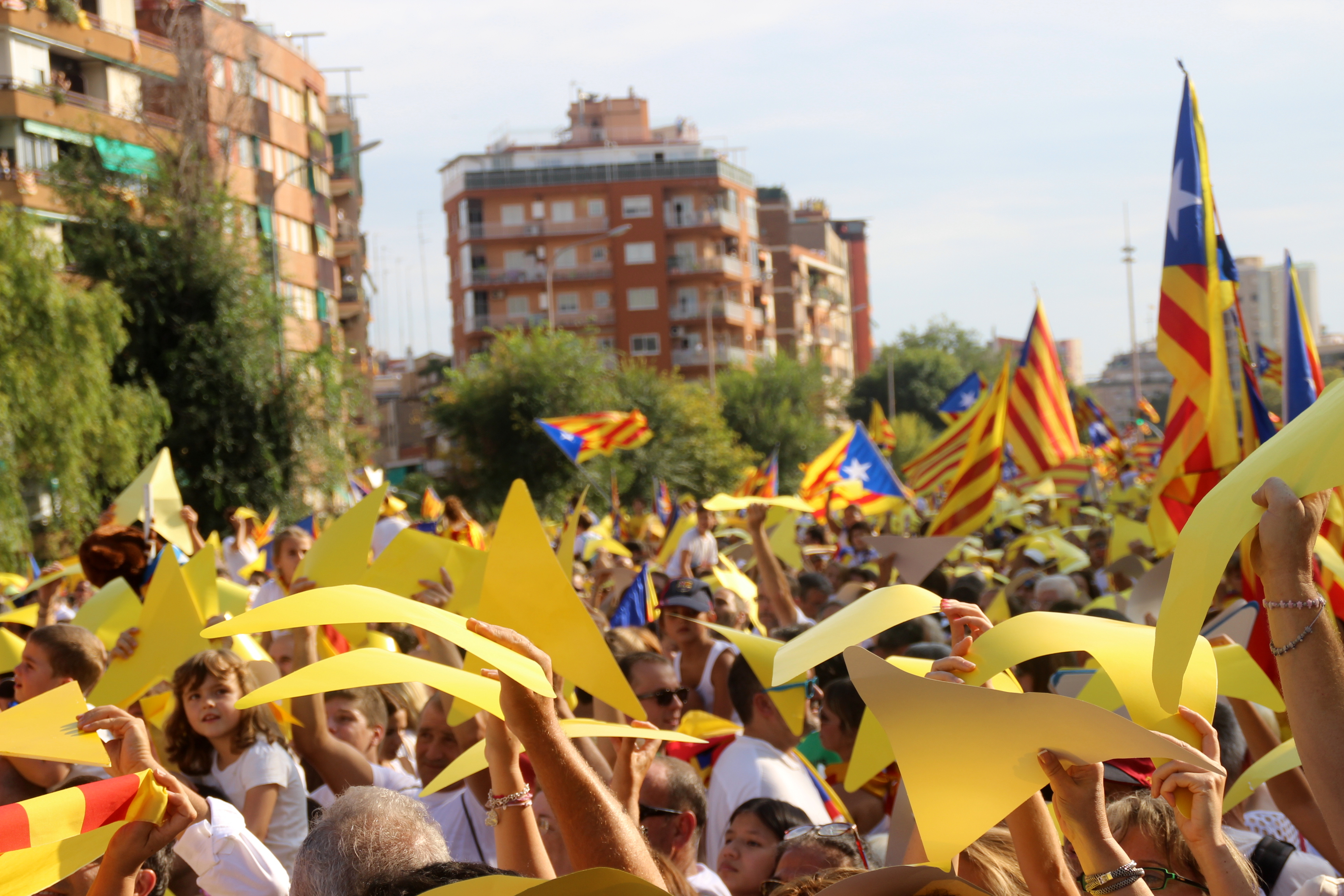
Via Lliure (2015)
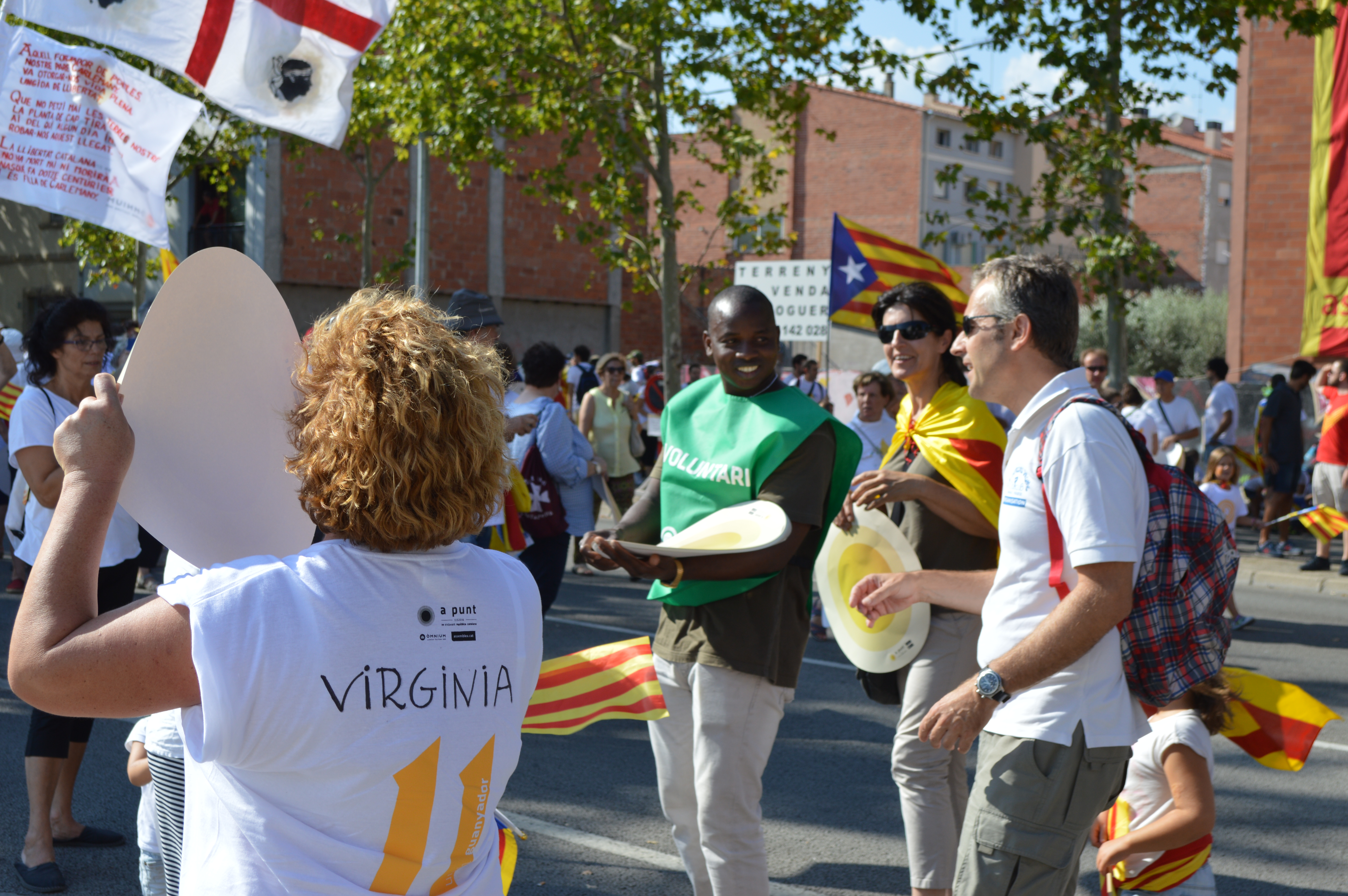
A punt (2016)

## Desenvolupament de l'acte

### Mobilitat, accessos i transport

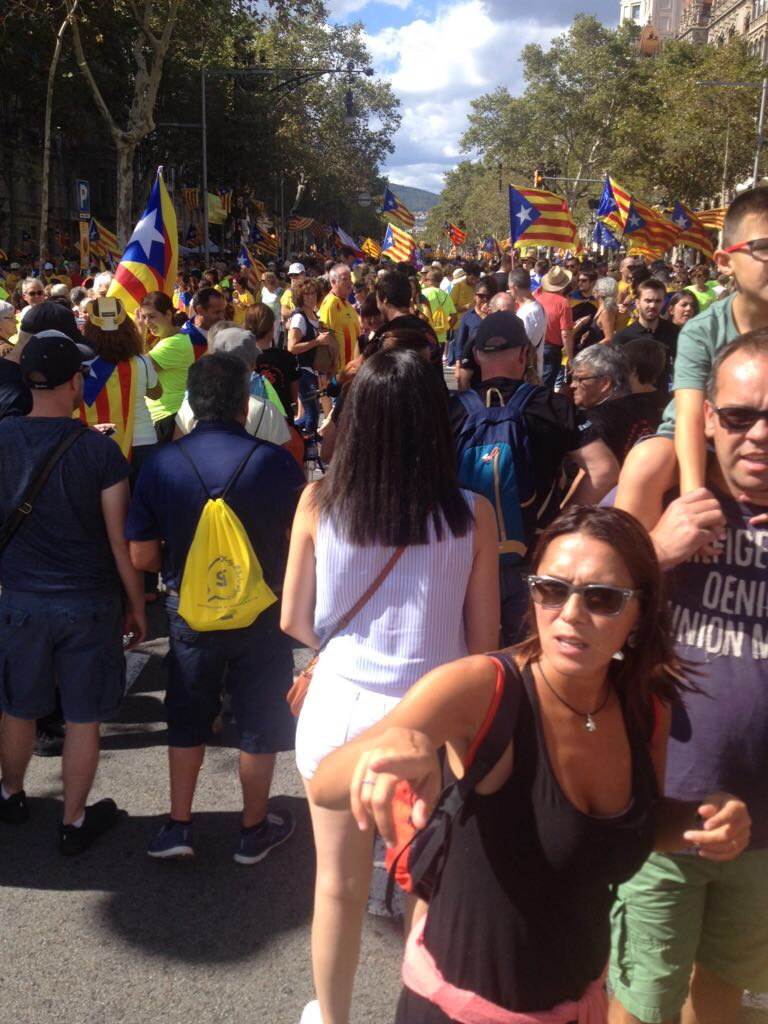
Ambient al carrer dues hores abans de la concentració

A causa de la massiva afluència prevista, es va promoure l'ús del transport públic o en grup per atendre l'acte. Només l'Assemblea va contractar 1.800 autocars privats. Pel que fa al metro de Barcelona, TMB va preparar un dispositiu específic entre les 14 i les 20:30, augmentant un 50% els combois de metro a les línies 1, 2, 3, 4 i 5, tot i que va recomanar que, a partir de les quatre de la tarda, no es fessin servir les parades de passeig de Gràcia (L2, L3 i L4), Diagonal (L3 i L5) i plaça de Catalunya (L1 i L3).
Els Ferrocarrils Catalans de la Generalitat van reforçar les seves línies metropolitanes. La línia Barcelona-Vallès va oferir un servei especial des de les 11 del matí. Els combois de la línia L6-Sarrià van ampliar el servei fins a la S5-Sant Cugat. La línia Llobregat-Anoia va oferir el servei d'una jornada laboral. Els trens van passar de tres vagons a sis.
La manifestació va afectar el recorregut de trenta-quatre línies d'autobusos de TMB, inclòs el Bus Turístic. Entre les 15.00 i les 21.00, aproximadament, va haver-hi desviaments i limitacions de recorregut en les línies següents: H8, H10, H12, H16, V13, V15, V17, 6, 7, 19, 20, 22, 24, 33, 34, 39, 40, 41, 42, 45, 47, 50, 51, 54, 55, 59, 62, 63, 66, 67 i 68.
Pel que fa al transport per carretera, els accessos a la zona es van tallar parcialment a les 12 h i totalment entre les 15 h i les 20 h. L'Ajuntament va habilitar aparcaments en vies àmplies de la ciutat.

### Trams
Els assistents a la manifestació estaven cridats a registrar-se a un dels trams que es van habilitar, depenent del seu lloc d'origen. Els trams es van dividir en quatre colors, seguint els eixos Muntanya, Besòs, Mar i Llobregat. Diumenge 10 de setembre es va arribar a la xifra de 400.000 inscrits i l'endemà ja n'eren més de 450.000. Els organitzadors van convocar els manifestants a les 16.00 h, i l'acte va començar minuts abans de les cinc de la tarda.
| Color   | Tema      | Trams   | Territoris | Imatge |
| ------- | --------- | ------- | --- | ------ |
| Verd    | Muntanya  | 101-112 | Vallès Occidental, Osona, Ripollès, Lluçanès, Bages, Moianès, Solsonès, Anoia, Berguedà |        |
| Taronja | Besòs     | 201-212 | Vallès Oriental, La Selva, Gironès, Garrotxa, Pla de l'Estany, Baix Empordà, Alt Empordà, Catalunya Nord |        |
| Blau    | Mar       | 301-312 | Maresme, Alt Penedès, Baix Penedès, Garraf, Baix Llobregat, Països Catalans, Catalunya Exterior |        |
| Groc    | Llobregat | 401-412 | Pallars Jussà, Pallars Sobirà, Alta Ribagorça, Val d'Aran, Alt Urgell, Cerdanya, Segrià, Llitera, Noguera, Baix Cinca, Urgell, Segarra, Les Garrigues, Pla d'Urgell, Tarragonès, Baix Camp, Priorat, Alt Camp, Conca de Barberà, Terra Alta, Ribera d'Ebre, Montsià i Baix Ebre |        |

### Representació
Els organitzadors van convidar als assistents a vestir amb samarretes de Diades anteriors, altres causes socials, com a símbol de la diversitat de motivacions per manifestar-se. A les 17.00, es van desplegar quatre pancartes a cadascun dels extrems de la creu, que van anar avançant cap al centre a les 17.14. A mesura que anaven avançant les pancartes, els manifestants es van anar posant una samarreta de color groc fluorescent, creada específicament per aquesta Diada. El color es va triar per homenatjar la figura dels voluntaris, que sovint porten una armilla groga. La mobilització va acabar amb els discursos de les entitats organitzadores.

### Parlaments i actuacions
Un cop les pancartes van arribar al centre de la creu, a l'escenari principal, ubicat a Plaça Catalunya, el saxofonista Pep Poblet va interpretar el Cant dels ocells en honor de les víctimes dels atacs del 17 d'agost. Més endavant, l'Orfeó Català va interpretar els Segadors, que va ser seguit d'una petita actuació dels Amics de les Arts. Tot seguit van tenir lloc diversos parlaments, entre els quals van destacar el de Jordi Sánchez, Jordi Cuixart i Neus Lloveras, dirigents de l'Assemblea, Òmnium Cultural i l'Associació de Municipis per la Independència, respectivament. Van concloure l'acte interpretacions de la Companyia Elèctrica Dharma i de Josep Maria Mainat. L'acte va ser presentat per Quim Masferrer i Marta Marco.

### XVII Festa per la Llibertat
Posteriorment Òmnium Cultural organitzà un concert al Passeig de Lluís Companys, a tocar de l'Arc del Triomf de Barcelona on durant tot el dia hi va haver una mostra d'entitats. L'accés era lliure i hi van tenir lloc actuacions de Judit Neddermann, Jarabe de Palo, Txarango, Els Pets i Green Valley.

## Cobertura mediàtica
Les cadenes públiques de televisió (TV3 i el canal 3/24) van oferir diversos programes especials in situ des de la Plaça de Catalunya. A partir de les 16.00 i fins a les 21.00, TV3 i el 3/24 van emetre l'"Especial informatiu 11-S", conduït per Ramon Pellicer i Carles Prats. El programa va comptar amb diversos analistes, com Elisenda Paluzie, Francesc Sànchez, Isabel Vallet, Gemma Ubasart, Montserrat Tura, Miquel Porta Perales i Rafa López, entre d'altres. 8tv, al seu torn, va oferir una programació especial des de l'estudi, presentada per Jordi Armenteras i Laura Rosel, amb connexions en directe i imatges del recorregut.
Pel que fa a la ràdio, les dues cadenes majoritàries (Catalunya Ràdio i RAC 1) van oferir programació especial durant tot el dia. A Catalunya Ràdio Mònica Terribas, Òscar Fernández i Roger Escapa, tots des de la Plaça de Catalunya, van cobrir la manifestació, amb connexions mòbils de Núria Oriol i Laia Claret situades en diferents punts de l'Eixample i Victòria Vilaplana des del terrat del Palau Robert. També van fer connexions des de Madrid amb Albert Calatrava, i Cèlia Quintana va cobrir aspectes viaris. La tertúlia va estar formada per Julià de Jòdar, Joan Puigcercós, Manuel Milián Mestre, Joan Subirats, Francesc de Dalmases i Laia Bonet. RAC 1 va oferir un programa especial a la tarda amb Jordi Basté, Toni Clapés, Xavi Bundó i Agnès Marquès.

### Repercussió internacional
A escala internacional, l'acte va despertar l'atenció de mitjans de comunicació d'arreu del món, com el New York Times, Le Monde, The Guardian o la BBC, entre molts d'altres. Diferents diaris com ara The Guardian es feien ressò de la xifra del milió de manifestants. France TV i Le Figaro destacaren la manifestació per la independència a tres setmanes del referèndum sobre la independència de l'1 d'octubre. El diari Libération també informà de les manifestacions precedents a aquesta. The Washington Post contextualitzà també la manifestació dins del referèndum.

### Xarxes socials
Durant el dia es va fer servir l'etiqueta #laDiadaDelSí.